# Томокто
Томокто (рос. Томокто) — улус Курумканського району, Бурятії Росії. Входить до складу Сільського поселення Курумкан.
Населення — 36 осіб (2015 рік).